# ХК Еребро
ХК Еребро (швед. Örebro HK) професионални је шведски клуб хокеја на леду из града Ереброа. Тренутно се такмичи у елитној хокејашкој СХЛ лиги Шведске. Клуб је основан 1990. године, а највећи успех остварили су у сезони 2012/13. када су се квалификовали у елитну лигу Шведске. 
Домаће утакмице игра у Бехрн арени капацитета 5.200 седећих места за хокејашке утакмице.

## Историјат
Клуб је основан 1990. под именом ХК Еребро 90 (швед. HC Örebro 90) као млађи од два хокејашка клуба из Ереброа. Након што је много познатији у успешнији градски клуб Еребро ИК (швед. Örebro IK, ÖIK) банротирао 1999. године, један део његових играча је прешао у редове другог градског клуба. Клуб Еребро 90 је 2005. променио име у садашње ХК Еребро.
Након готово десетогодишњег битисања у нижерангираним и регионалним лигама, клуб је у сезони 2000/01. успео да се квалификује другу лигу Шведске у којој се потом задржао наредне две сезоне. Поновни повратак у другу лигу уследио је у сезони 2008/09. 
Највећи клупски успех остварен је у сезони 2012/13. када је остварен пласман у елитни ранг такмичења СХЛ лигу чиме је ХК Еребро постао првим клубом из града Ереброа који се пласирао у елитно клупско такмичење у земљи још од сезоне 1978/79.
У дебитантској СХЛ сезони 2013/14. екипа је заузела претпоследње, 11. место, те се преко плеј-аута у којем је освојила прву позицију изборила за опстанак у лиги.

## Повучени бројеви
- 13 Бјерн Јохансон